# Лос Гвачес (Хесус Марија)
Лос Гвачес (шп. Los Guaches) насеље је у Мексику у савезној држави Халиско у општини Хесус Марија. Насеље се налази на надморској висини од 2295 м.

## Становништво
Према подацима из 2010. године у насељу су живела 4 становника.

### Хронологија
| Година       | 2000         | 2005      | 2010 |
| ------------ | ------------ | --------- | ---- |
| Становништво | 50 (24 / 26) | 7 (4 / 3) | 4    |

### Попис
| # | Индикатор                     | Вредност |
| - | ----------------------------- | -------- |
| 1 | Укупно домаћинстава           | 5        |
| 2 | Укупно насељених домаћинстава | 2        |
| 3 | Величина локације             | 1        |